# Взброс

Виды геологических разломов

Взброс — разновидность разрывных тектонических смещений горных пород, которые сдвигаются вдоль крутопадающего сместителя (трещины, расположенной под углом более 45° к горизонту). Как правило, взброс породы возникает в результате её горизонтального или тангенциального сжатия, нередко в связи со складчатостью, при этом та часть породы, которая передвигается вверх располагается выше поверхности смещения (висячий бок или висячее крыло), а та часть, которая передвигается вниз — ниже (лежачий бок или лежачее крыло).
Во многих случаях взбросы и сбросы могут переходить друг в друга по простиранию и по падению. В соответствии с генетической классификацией Белоусова (1954 год) взброс носит название обратного сброса если имеется информация об активном проседании лежачего крыла.